# Llandeilo

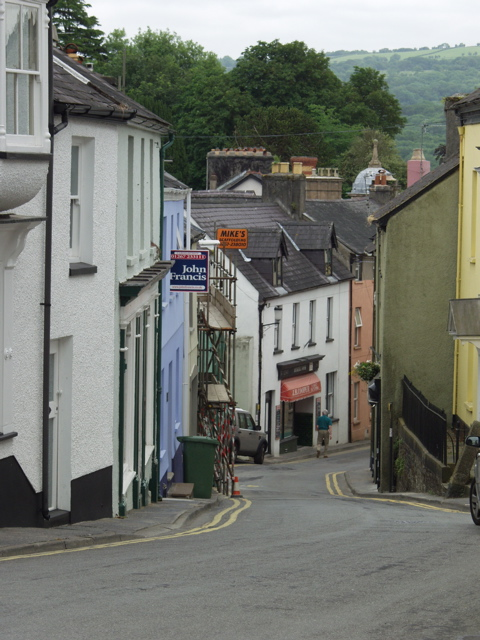
Una via di Llandeilo

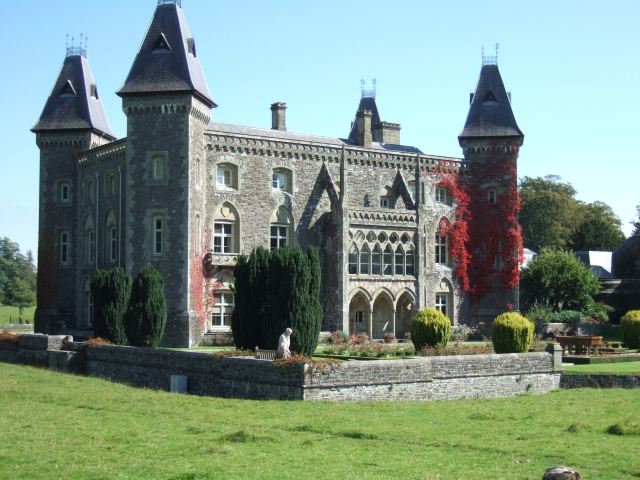
Llandeilo: la Newton House o Plas Dinefwr nel Dinefwr Park

Llandeilo (IPA: [ɬanˈdəiloː]) (1.700 ab. ca.) è una cittadina del Galles meridionale, facente parte della contea del Carmarthenshire e dell'ex-distretto di Dinefwr (contea tradizionale: Dyfed) e situata nell'area del Parco nazionale di Brecon Beacons e lungo il corso del fiume Tywi/Towy.
Nel Medioevo, la località fu  - per la sua posizione strategica - la capitale del regno di Deheubarth.

## Etimologia
Il toponimo Llandeilo in gallese significa letteralmente "chiesa (llan) di San Teilo". Teilo, o Teliavo, di Llandaff fu un importante santo gallese, tra i capofila della cristianità celtica, attivo nel Paese nel corso del VI secolo al fianco di San Davide del Galles, e che, secondo la leggenda, sarebbe stato sepolto proprio a Llandeilo.

## Geografia fisica

### Collocazione
Llandeilo si trova lungo i margini occidentali del parco nazionale delle Brecon Beacons, tra le cittadine di Llandovery ed Ammanford (rispettivamente a nord della prima e a sud/sud-ovest della seconda) e a circa 50 km ad ovest/sud-ovest di Brecon.

## Società

### Evoluzione demografica
Al censimento del 2001, Llandeilo contava una popolazione pari a 1.731 abitanti.

## Storia
La città fu incendiata nel 1213, 1316 e 1403.
Il 19 ottobre 1987 Llandeilo fu teatro di una tragedia: durante le alluvioni che stavano flagellando il Galles; infatti l'esondazione del fiume Tywi causò il crollo del Glanrhyd Bridge proprio mentre stava transitando il treno Swansea-Shrewsbury, crollo nel quale morirono 4 persone.

## Architettura
Il centro di Llandeilo si caratterizza per la presenza di numerosi edifici in stile georgiano e vittoriano.

### Edifici e luoghi d'interesse

#### Chiesa di San Teilo
Tra gli edifici principali di Llandeilo, vi è la chiesa intitolata a San Teilo, che fu fondata nel VI secolo, ma che presenta ora elementi architettonici risalenti ad epoche successive, come il campanile del XVI secolo. L'edificio, ad eccezione proprio del campanile, fu demolito nel 1850 e ricostruito dall'architetto vittoriano George Gilbert Scott.
Una ricostruzione dell'edificio originale si trova nel National History Museum di St Fagans.
|  |  |  |

#### Dinefwr Castle
Poco fuori dal centro cittadino, si trova il Dinefwr Castle, che fu sede dei signori di Dinefwr, che governavano il regno di Deheubarth.
|  |

#### Dinefwr Park
Altra attrattiva di Llandeilo è il Dinefwr Park, che ospita la più antica razza di bestiame di tutta la Gran Bretagna.
All'interno del parco si trova anche la Newton House o Plas Dinefwr, costruita nel 1660 da Edward Rice.

## Sport
- Llandeilo RFC, squadra di rugby[10]
- Llandeilo Town AFC, squadra di calcio[11]

## Amministrazione

### Gemellaggi
- Le Conquet